# Irene Möllenbeck
Irene Alwine Möllenbeck (* 18. Oktober 1950 in Palzem) ist eine deutsche Politikerin und ehemalige Landtagsabgeordnete (SPD).

## Leben und Beruf
Nach dem Schulbesuch absolvierte sie eine Ausbildung zur Postassistentin und war danach als Postbeamtin beschäftigt.
Der SPD gehört Möllenbeck seit 1979 an. Sie war in verschiedenen Gremien der SPD tätig. Sie ist Vorsitzende des Kreisverbandes Kleve der Arbeiterwohlfahrt.

## Abgeordnete
Vom 27. Januar 1998 bis zum 1. Juni 2000 war Möllenbeck Mitglied des Landtags des Landes Nordrhein-Westfalen. Sie rückte über die Reserveliste ihrer Partei nach.
Im Stadtrat der Stadt Emmerich ist sie ab 1987 vertreten. Von 1992 bis 1994 war sie dort Bürgermeisterin.

## Ehrungen
- 2011: Verdienstkreuz 1. Klasse der Bundesrepublik Deutschland[1]